# Neopetrolisthes maculatus
Neopetrolisthes maculatus is een tienpotigensoort uit de familie van de Porcellanidae (Porseleinkrabben). De wetenschappelijke naam van de soort is voor het eerst geldig gepubliceerd in 1837 door H. Milne Edwards.
De krab wordt ook wel in zeewateraquaria gehouden. Hij voedt zich met plankton dat middels waaiers aan speciale armen uit het water gefilterd wordt.